# Toni Berger
Pour les articles homonymes, voir Berger (homonymie).
Toni Berger, né à Munich (Allemagne) le 27 mars 1921 et mort dans cette ville le 29 janvier 2005, est un acteur allemand.
Il a acquis une notoriété particulière grâce à ses rôles d'acteur folklorique bavarois.

## Biographie
Élevé dans le quartier Au de Munich, Toni Berger commence à prendre des cours de théâtre en 1939 après avoir terminé un apprentissage dans une fonderie. Déjà enfant, il joue des spectacles de marionnettes pour ses amis. La Seconde Guerre mondiale ruine tous ses plans de carrière, alors qu'il voulait en fait être chanteur d'opéra.
En 1972, Kurt Meisel le fait jouer au Residenztheater de Munich, notamment dans le rôle du maire dans Der Hauptmann von Köpenick (de) de Carl Zuckmayer. Dans son premier grand rôle, il reprend le « Illo » de son regretté collègue Hans Cossy (de) dans Wallenstein. Cependant, il trouve le rôle de sa vie dans la pièce folklorique bavaroise Der Brandner Kaspar und das immer' Leben (de), dans laquelle il incarne Boandlkramer. Cela fait de lui, qui avait surtout joué les rôles de personnages classiques, le grand seigneur de la comédie bavaroise. En 1984, il interprète le vieux Brovik dans la mise en scène de Peter Zadek de Solness le constructeur d'Henrik Ibsen. Lorsque Berger reprend certains rôles de Gustl Bayrhammer (en) après la mort de l'acteur, son niveau de renommée augmente encore.
Toni Berger est également très demandé au cinéma et à la télévision. Il joue des rôles d'invité dans un certain nombre de séries télévisées bien connues, par exemple dans Tatort, Weißblaue Stories, Derrick, Meister Eder und sein Pumuckl et Der Bulle von Tölz. Berger est surtout connu d'un large public comme Martin Binser dans Irgendwie und Sowieso et comme Komet dans Zur Freiheit. Dans Forsthaus Falkenau Berger incarnait le moine Père Franz « Ignatius » Lechner. Il a également siégé sur les planches de la noblesse de la comédie d'innombrables fois, plus récemment dans la pièce Das Attenhamer Christkindl en 2003.
En 1997, Toni Berger, qui avait déménagé sa résidence principale à Munich, est également vu dans la Kleine Komödie am Max II et en 2001 dans la Komödie im Bayerischen Hof. Il fait ses dernières apparitions en décembre 2004 avec la lecture de Heilige Nacht (de) de Ludwig Thoma et, le 19 janvier 2005, dans le récital de lieder Kein Schöner Land de Franz Wittenbrink (de) au Munich Kammerspiele.
Toni Berger meurt d'une insuffisance cardiaque en janvier 2005 et est enterré à l'Ostfriedhof de Munich.

## Filmographie partielle

### Au cinéma
- 1972 : Der Schrei der schwarzen Wölfe (de)
- 1973 : Der Mensch Adam Deigl und die Obrigkeit
- 1974 : Goldfüchse
- 1975 : Der Wohltäter (de)
- 1977 : L'Œuf du serpent (Das Schlangenei) d'Ingmar Bergman
- 1979 : Die Überführung
- 1979 : Der Durchdreher (cy)  de Helmut Dietl
- 1980 : De la vie des marionnettes (Aus dem Leben der Marionetten) d'Ingmar Bergman
- 1982 : Le Docteur Faustus (de) de Franz Seitz (d'après Thomas Mann)
- 1984 : Der letzte Stammtisch (de)  de Rainer Erler (court métrage)
- 1985 : Seitenstechen (de)
- 1985 : Zuckerbaby
- 1987 : Hatschipuh (de)
- 1988 : Anna – Der Film (de)
- 1989 : Auf dem Abstellgleis
- 1991 : Erfolg
- 1993 : Madame Bäurin (de)
- 1994 : Pumuckl und der blaue Klabauter (de)
- 1996 : Der Bulle von Tölz: Unter Freunden (de)
- 1999 : Typisch Ed!
- 2000 : Utta Danella – Der schwarze Spiegel (de)
- 2001 : Sommerwind (de)
- 2004 : Zwei am großen See (de)
- 2004 : Der Bergpfarrer (de)

### À la télévision
- 1974 : Münchner Geschichten
- 1975 : Der Kommissar
- 1975 : Der Brandner Kaspar (de)  (version télévisée de la pièce Der Brandner Kaspar und das ewig’ Leben)
- 1975 : Tatort  (épisode Das zweite Geständnis)
- 1976 : Tatort (épisode Wohnheim Westendstraß)
- 1976–2003 :  Der Komödienstadel  (13 épisodes)
- 1977–1988 :  Polizeiinspektion 1
- 1977–1990 :  Derrick
- 1978–1986 : Le Renard  (Der Alte)
- 1979 : Der Ruepp (de)  de Kurt Wilhelm (téléfilm)
- 1979 : Der ganz normale Wahnsinn (série télévisée)
- 1981 : Der Gerichtsvollzieher
- 1982 : Zeit genug
- 1982–1989 : Meister Eder und sein Pumuckl (8 épisodes)
- 1983 : Der Glockenkrieg (de) (téléfilm)
- 1983 : Unsere schönsten Jahre
- 1983 : Monaco Franze
- 1984 :  Franz Xaver Brunnmayr  (13 épisodes)
- 1984–1986 :  Weißblaue Geschichten
- 1985 : Geschichten aus der Heimat  (série télévisée, épisode Die Platzwunde)
- 1986 : Die Krimistunde (série télévisée, épisode 21, épisode Steckenpferderenne)
- 1986 : Irgendwie und Sowieso
- 1986 : Kir Royal
- 1987–1988 : Zur Freiheit
- 1987–1991 : Löwengrube
- 1989–1993 : Zwei Münchner in Hamburg
- 1989 : Tatort (épisode Bier vom Faß)
- 1990–1993 : Heidi und Erni
- 1992 : Im Schatten der Gipfel
- 1993 : Ein Schloß am Wörthersee
- 1994–1995 : Unsere Schule ist die beste
- 1994–1996 : Anna Maria – Eine Frau geht ihren Weg
- 1996 : Der Bulle von Tölz
- 1996 : Solange es die Liebe gibt
- 1997–2005 : Forsthaus Falkenau
- 1998 : Tierarzt Dr. Engel
- 2002 : Café Meineid
- 2003 : Die Rosenheim-Cops

## Récompenses et distinctions
- 1972 : Acteur d'État bavarois
- 1978 : Médaille Ludwig Thoma de la ville de Munich
- 1984 : Bayerischer Poetentaler
- 1996 : Médaille du mérite PRO MeritiS du ministre bavarois de l'éducation
- 2007 : la Toni-Berger-Strasse dans le district munichois d'Aubing-Lochhausen-Langwied porte son nom (décision du conseil municipal du 14 juin 2007)